# The Winds of War (minisèrie)
The Winds of War és una minisèrie de 1983, dirigida i produïda per Dan Curtis, que segueix el llibre del mateix nom escrit per Herman Wouk. Igual que en el llibre, a més de la vida de les famílies Henry i Jastrow, la minisèrie dedica molt temps als principals esdeveniments mundials d'aquest període. Adolf Hitler i l'Estat Major alemany, amb el general fictici Armin von Roon com a personatge principal, són un destacada subtrama de la minisèrie. The Winds of War també inclou segments de material documental, narrats per William Woodson, per explicar fets importants i personatges importants.

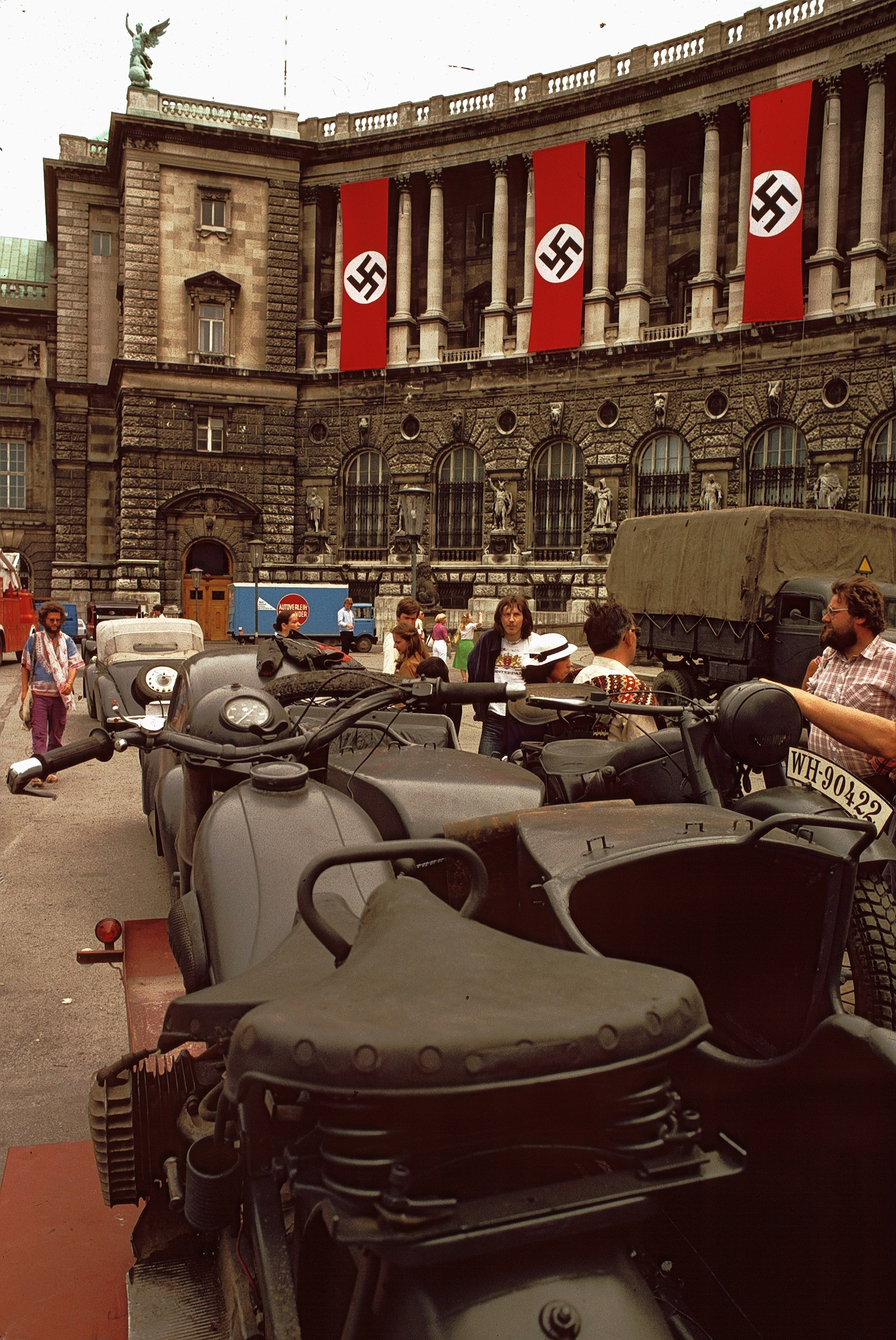
Equip de rodatge a Viena

Va ser seguida per una seqüela, War and Remembrance, en 1988, també basada en una novel·la escrita per Wouk i també dirigida i produïda per Curtis.

## Argument
La pel·lícula segueix de prop la trama de la novel·la de Wouk, que representa esdeveniments des de març de 1939 fins a l'entrada dels Estats Units a la Segona Guerra Mundial el desembre de 1941. Narra la història de Victor "Pug" Henry, i la seva família, i les seves relacions amb un barreja de persones reals i personatges de ficció. Henry és oficial de la marina i amic del president Franklin Delano Roosevelt.

## Repartiment
- Robert Mitchum - Victor Henry ("Pug")
- Ali MacGraw - Natalie Jastrow
- Jan-Michael Vincent - Byron Henry ("Briny")
- John Houseman - Aaron Jastrow
- Polly Bergen - Rhoda Henry
- Lisa Eilbacher - Madeline Henry
- David Dukes - Leslie Slote
- Topol - Berel Jastrow
- Ben Murphy - Warren Henry
- Deborah Winters - Janice Lacouture Henry
- Peter Graves - Palmer Kirby ("Fred")
- Jeremy Kemp - Brig. Gen. Armin von Roon
- Ralph Bellamy - President Franklin Delano Roosevelt
- Victoria Tennant - Pamela Tudsbury
- Günter Meisner - Adolf Hitler
- Howard Lang - Winston Churchill
- Michael Logan - Alistair Tudsbury
- Barry Morse - Wolf Stoller
- Wolfgang Preiss - Mariscal Walter von Brauchitsch
- Reinhard Kolldehoff - Hermann Göring
- Anton Diffring - Joachim von Ribbentrop
- Enzo G. Castellari - Benito Mussolini
- Sky Du Mont - Comte Ciano
- Edmund Purdom - Luigi Gianelli
- Lawrence Pressman - Bunky Thurston
- Scott Brady - Capità Red Tully
- Leo Gordon - General 'Train' Anderson
- John Dehner - Almirall Ernest King
- Andrew Duggan - Almirall Husband Kimmel
- Charles Lane - Almirall William Standley
- Logan Ramsey - Congressista Lacouture
- Patrick Allen – Mariscal de l'aire Dowding
- Allan Cuthbertson - Major General Tillet
- Ferdy Mayne - Ludwig Rosenthal
- Barbara Steele - Frau Stoller
- William Berger - Phil Briggs
- Ben Piazza - Aloysius Whitman
- Peter Brocco – Pare de Natalie

## Episodis
La sèrie de gairebé 15 hores de durada va ser emesa per ABC en set parts durant set vespers, entre el 6 i el 13 de febrer de 1983, i va atraure una mitjana de 80 milions d'espectadors per nit.
| Part | Títol                   | Emissió original     |
| ---- | ----------------------- | -------------------- |
| 1    | «The Winds Rise»        | 6 de febrer de 1983  |
| 2    | «The Storm Breaks»      | 7 de febrer de 1983  |
| 3    | «Cataclysm»             | 8 de febrer de 1983  |
| 4    | «Defiance»              | 9 de febrer de 1983  |
| 5    | «Of Love and War»       | 10 de febrer de 1983 |
| 6    | «Changing of the Guard» | 11 de febrer de 1983 |
| 7    | «Into the Maelstrom»    | 13 de febrer de 1983 |

## Recepció
L'emissió va tenir èxit arreu dels Estats Units i va rebre nombrosos premis, incloses nominacions al Globus d'Or i diverses victòries i nominacions als Emmy.

### Premis Emmy
Guanyador:
- Cinematografia excepcional per a una sèrie limitada o especial
- Assoliment individual destacat: vestuari
- Assoliment individual destacat: efectes visuals especials

Nominacions:
- Direcció d'art excepcional per a una sèrie limitada o especial
- Direcció en una sèrie limitada o especial
- Edició de pel·lícula excepcional per a una sèrie limitada o especial
- Edició de so excel·lent de cinema per a una sèrie limitada o especial
- Excel·lent barreja de so per a una sèrie limitada o especial (tres episodis individuals nominats)
- Sèrie limitada excepcional (Dan Curtis, productor)
- Destacat actor secundari en una sèrie limitada o especial (Ralph Bellamy, per interpretar a Franklin Delano Roosevelt)
- Destacada actriu secundària en una sèrie limitada o especial (Polly Bergen, per interpretar Rhoda Henry)